# Estação Hashimoto
Hashimoto é uma das estações terminais da linha Nanakuma do metro de Fukuoka, no Japão.